# محمد صالح هارون
محمد صالح هارون کارگردان اهل چاد است که از سال ۱۹۸۲ در فرانسه زندگی می کند.وی اولین فیلمش «Bye Bye Africa» را در سال ۱۹۹۹ ساخت.در آوریل سال ۲۰۱۱ اعلام شد که هارون یکی از داوران اصلی جشنواره کن خواهد بود.آخرین ساخته ی وی به نام گری گریس یکی از فیلم های بخش مسابقه ی جشنواره فیلم کن ۲۰۱۳ بود که در آخر؛ در رقابت با  سایر فیلم ها موفق به کسب جایزه نخل طلا نشد و این قاعده را به فیلم زندگی ادل واگذار کرد.